# Rock the Kasbah
Ne doit pas être confondu avec Rock the Casbah.
Pour plus de détails, voir Fiche technique et Distribution.
Rock the Kasbah est un film américain réalisé par Barry Levinson et sorti en 2015.

## Synopsis
Richie Lanz est un manager musical un peu has been. Il part pour l'Afghanistan pour une tournée humanitaire pour l'USO, avec son tout dernier client. Il se retrouve ainsi à Kaboul, abandonné, sans un sou et sans passeport américain. Richie va alors faire la rencontre d'une jeune Afghane nommée Salima à la voix extraordinaire. Ensemble, ils vont essayer que le jeune fille chante dans l'émission de télé-crochet Afghan Star.

## Fiche technique
Sauf indication contraire, les informations mentionnées dans cette section peuvent être confirmées par la base de données cinématographiques IMDb,  présente dans la section « Liens externes ».
- Titre original et français : Rock the Kasbah
- Réalisation : Barry Levinson
- Scénario : Mitch Glazer
- Musique : Marcelo Zarvos
- Direction artistique : Niels Sejer
- Décors : Ed Turner
- Costumes : Deborah Lynn Scott
- Photographie : Sean Bobbitt
- Montage : Aaron Yanes
- Production : Steve Bing, Bill Block, Mitch Glazer, Jacob Pechenik, Ethan Smith
- Sociétés de production : Dune Films, QED International, Shangri-La Entertainment et Venture Forth
- Sociétés de distribution : Open Road Films (États-Unis), VVS Films (Canada), Sony Pictures Home Entertainment (France)
- Pays de production :  États-Unis
- Langue originale : anglais
- Format : couleur - 2,35:1
- Genre : comédie dramatique, musical
- Durée : 106 minutes
- Dates de sortie [1] :
  - États-Unis : 23 octobre 2015
  - France : 15 juin 2016 (en VOD)

## Distribution
- Bill Murray[2] (VF : Bernard Métraux) : Richie Lanz
- Bruce Willis[3] (VF : Patrick Poivey) : Bombay Brian
- Kate Hudson[3] (VF : Barbara Delsol) : Merci
- Scott Caan[4] : Jake
- Zooey Deschanel[3] : Ronnie
- Danny McBride[3] (VF : Gilles Morvan) : Nick
- Taylor Kinney[5] (VF : Raphaël Cohen) : Barnes
- Fahim Fazli : Tariq
- Arian Moayed[3] : Riza
- Beejan Land (en)[6] : Daoud
- Leem Lubany[7] (VF : Fily Keita) : Salima

 Source et légende : version française (VF) sur RS Doublage
Version française
- Société de doublage : Dubbing Brothers
- Adaptation des dialogues : Christian Niemiec et Ludovic Manchette

## Production

### Genèse et développement
Le film s'inspire en partie de l'histoire de Setara Hussainzada, première femme à participer à Afghan Star, une émission similaire à American Idol.
Le 3 septembre 2013, il est annoncé que QED International produira le film avec Bill Murray à l'affiche, Barry Levinson à la réalisation et avec un script de Mitch Glazer.
Le 6 février 2014, il est révélé qu'Open Road Films a acquis les droits de distribution américains du film.

### Attribution des rôles
Le 30 janvier 2014, Bruce Willis, Shia LaBeouf, Kate Hudson, Zooey Deschanel et Danny McBride rejoignent la distribution.
Le 27 mars 2014, Shia LaBeouf quitte finalement le projet,. Il est remplacé quelques jours plus tard par Scott Caan. Le 6 mai 2014, l'acteur australien Beejan Land rejoint la distribution, suivi par Taylor Kinney quelques semaines plus tard.

### Tournage
Le tournage commence début juin 2014 et s'achève le 30 juillet 2014.